# Хевша
Хевша (груз. ხევშა) — село в Грузии, в муниципалитете Душети края Мцхета-Мтианети. 

## География
Село расположено в северной части края, в 33 километрах по прямой к северу от центра муниципалитета Душети. Высота центра — 1340 метров над уровнем моря.

## Население
По данным переписи населения 2014 года, в селе проживало 19 человек.
| Год  | Население | Мужчины | Женщины |
| ---- | --------- | ------- | ------- |
| 1926 | 137       | 67      | 70      |
| 2002 | 25        |         |         |
| 2014 | 19        |         |         |